# Lapurdi

Lapurdis vapensköld.

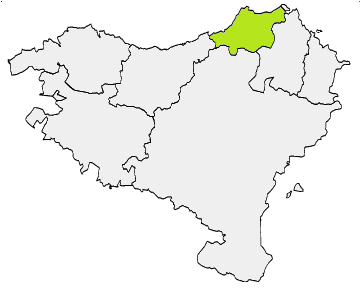
Lapurdi i Baskien.

Lapurdi (franska Labourd) är en av de sju ursprungliga baskiska provinserna, idag en del av det franska departementet Pyrénées-Atlantiques. I området talas franska och baskiska.
Den största staden är Bayonne, som tillsammans med Anglet, Biarritz och Saint-Jean-de-Luz bildar ett stadsområde med nästan 200 000 invånare.

## Historia
I äldsta historiska tid var området bebott av den akvitanska stammen tarbeller, som talade ett språk som var besläktat med dagens baskiska.
Här etablerade romarna under det andra århundradet ett castrum, Lapurdum som gett namn åt området. Lapurdum utgjorde från år 293 en del av den romerska provinsen Novempopulana. 
I början av 400-talet härjade vandalerna och andra germanska stammar i området. Dessa fördrevs av västgoterna som fick området som en förläning av romarna. Efter romarrikets fall blev Lapurdi en del av det västgotiska kungadömet i Toulouse. 
Västgoterna förlorade området till Klodvig I i slaget vid Vouillé 507. Vid dennes död 511 blev Lapurdi en del av Neustrien som kom att ligga i fejd med Austrasien, basker och västgoter. I denna omstridda gränstrakt uppstod i början av 600-talet grevskapet Vasconien som i praktiken ofta kom att styras av baskiska klaner.
844 erövrade vikingarna Bayonne. De behöll området som en maktbas fram till 986. Efter vikingarnas fördrivande kom grevskapet att få namnet Gascogne.
1023 utsågs Lupo Sancho till hertig över området av Sancho III av Pamplona.
1169 - 1199 styrdes området av Rikard Lejonhjärta, som slog ner uppror bland occitanska och baskiska invånare. 1193 sålde Rikard området till hertigarna över Lapurdi, som utsåg Ustaritz till ny residensstad i området.
Under hundraårskriget tillföll Lapurdi Frankrike och under den franska revolutionen blev det en del av departementet Basses-Pyrénées, från 1969 kallat Pyrénées-Atlantiques.
Under senare decennier har befolkningen i Lapurdi krävt att tillsammans med de båda andra, övervägande baskisktalande provinserna Nedre Navarra och Zuberoa få bilda ett eget departement, något som hittills kategoriskt avvisats av de franska myndigheterna.